# Paul Heymans
Paul Adolf Alfons Heymans (Gent, 12 maart 1895 - Ukkel, 19 november 1960) was een Belgisch bankier, ondernemer, minister en hoogleraar aan de Rijksuniversiteit Gent.

## Biografie
Paul Heymans was de zoon van Jean-François Heymans, farmacoloog, hoogleraar en van 1923 tot 1924 rector van de Rijksuniversiteit Gent, en de broer van Corneel Heymans, farmacoloog, hoogleraar aan de Rijksuniversiteit Gent en Nobelprijswinnaar. Zijn zus Jules-Marie Heymans was een pionier van de 20ste-eeuwse verpleegkunde in België. Paul Heymans trouwde in 1925 met Suzanne Boucquey, dochter van een West-Vlaamse industrieel. Ze kregen drie dochters en zeven zonen.
Hij volgde middelbaar onderwijs bij de jezuïeten in het Sint-Jozefcollege in Turnhout en het Sint-Barbaracollege in Gent. Hij nam als vrijwilliger deel aan de Eerste Wereldoorlog. In 1920 behaalde hij aan de Rijksuniversiteit Gent het diploma van werktuigkundig ingenieur. In 1922 promoveerde hij tot doctor in de wetenschappen aan het Massachusetts Institute of Technology in de Verenigde Staten.
Heymans was voorzitter van de Bond der Kroostrijke Gezinnen. In 1958 was hij commissaris van Civitas Dei, het paviljoen van de Heilige Stoel op Expo 58 in Brussel. Ook was hij van 1950 tot 1951 voorzitter van de raad van bestuur van de Katholieke Vlaamsche Landsbond.

### Hoogleraar
Heymans doceerde van 1921 tot 1926 aan het Massachusetts Institute of Technology, waar hij zelf student was. In 1926 werd hij docent aan de Rijksuniversiteit Gent. Vervolgens werd hij er in juni 1939 gewoon hoogleraar. In januari 1948 verkreeg hij de titel van professor emeritus.

### Bankier
Heymans behoorde tot de stichters van de Kredietbank en was van 1935 tot 1938 de eerste voorzitter van het directiecomité en raad van beheer van deze instelling. Hij werd in deze functie opgevolgd door Fernand Collin.
Van 1938 tot 1946 was hij gouverneur van de Nationale Maatschappij voor Krediet aan de Nijverheid. Hij werd ook actief binnen het Herdisconterings- en Waarborginstituut, waarvan hij van 1935 tot 1938 lid van het directiecomité, van 1938 tot 1947 voorzitter en van 1951 tot 1960 erevoorzitter was.

### Ondernemer
In 1926 richtte Heymans een onderneming op voor metalen verpakkingen, de nv SOBEMI (Société belge d'emballages métalliques industriels). Hij was er voorzitter van tot aan zijn overlijden. In 1946 stichtte hij de nv COBEGA (Société congolaise pour la fabrication de produits émaillés et galvanisés et d'emballages metalliques).
Hij was actief in de christelijke werkgeversorganisatie. In 1936 engageerde hij zich in het jonge Algemeen Christelijk Verbond van Werkgevers, onder meer als voorzitter van de tak Vlaams-Brabant. Van 1953 tot 1955 was hij algemeen voorzitter van de Koninklijke Vlaamse Ingenieursvereniging, een functie waarin hij pleitte voor het gebruik van het Nederlands in het bedrijfsleven. Bovendien was hij van 1953 tot aan zijn dood in 1960 ondervoorzitter van het Vlaams Economisch Verbond en voorzitter van de VEV-afdeling in Vlaams-Brabant. Daarnaast was hij voorzitter en erevoorzitter van de Brabantse afdeling van de Vereniging der Katholieke Vlaamse Werkgevers.

### Minister
In mei 1938 werd Heymans als extraparlementair van christendemocratische signatuur benoemd tot minister van Landbouw, Middenstand en Economische Zaken in de regering-Spaak I. Hij bleef dit tot in februari 1939.

### Winterhulp
Tijdens de Tweede Wereldoorlog was Heymans voorzitter van Winterhulp, de overkoepelende organisatie voor hulpverlening aan de bevolking.